# Hozan Canê
'Saide Inac, més coneguda pel nom artístic de Hozan Canê província d'Erzurum, Turquia, 1969 o 1971) és una cantant kurda-alemanya en llengua kurda.

## Trajectòria
Després d'estudiar l'educació primària a Karayazı, es traslladà a Adana i Istanbul per a continuar els seus estudis. Fou aleshores quan assistí a les escoles de música "ASM" i "Arif Sag" i estudià cant sota la supervisió de Ferqîn Şiyar i Kazim Bora durant tres anys. Des de la seva infantesa seguí programes de música retransmesos per la ràdio kurda d'Erevan i tingué la influència de cantants famosos com Ayşe Şan i Meryem Xan.
A causa de les seves activitats en música kurda, fou arrestada, empresonada i torturada en diverses ocasions per la policia turca. L'any 1991, en un concert a Van, fou arrestada i empresonada durant nou mesos. Més endavant, fou assaltada i disparada en tres ocasions per un desconegut armat després d'assistir a un concert del Partit de la Democràcia (DEP). Després d'aquests incidents, fugí finalment de Turquia i buscà asil a Alemanya, on residí a Colònia, treballà a l'Acadèmia de Cultura i Arts Kurdes (Akademiya Cand û Hunera Kurdî) i publicà diversos àlbums.
El 22 de juny de 2018 fou novament arrestada a Turquia quan assistia a actes de campanya del Partit Democràtic del Poble (HDP), de tendència socialista pro-kurda, a la província d'Edirne. D'acord amb la premsa turca, fou acusada de "pertinença a organització terrorista" i de difusió de propaganda terrorista del PKK. Una de les proves sostingudes fou la publicació al seu compte de twitter d'una escena, dirigida i protagonitzada per ella, de la pel·lícula The 74th Genocide in Sinjar, on apareix posant amb figurants de la guerrilla del PKK. La pel·lícula, basada en fets reals, tracta l'alliberament dels yazidites per part de forces armades kurdes, durant l'extermini perpetrat per Estat Islàmic contra civils d'aquesta confessió durant l'agost de 2014, en la que es coneix com la massacre de Sinjar. El 14 de novembre de 2018 fou sentenciada a 6 anys i 3 mesos de presó, mentre l'acusació elevava la petició de pena a 21 anys de reclusió, per haver comès presumptament un delicte addicional d'"incitació a l'odi i l'enemistat pública". El judici se celebrà a la Cort Penal Especial d'Edirne, via teleconferència des d'una presó d'Istanbul on estava reclosa, havent rebutjat en defensa seva tots els càrrecs imputats. Resta complint condemna a la presó de dones del districte de Bakirköy, a Istanbul.

## Discografia

### Àlbums
1. Rê Waye, lê lê lê Dayê, Ataman Music
2. Hozanê Kurdî
3. Eşqa Welat, Kom Muzîk, Alemanya, 2000.[1]
4. Wezîrê Min, D&D Sound Production GbR.
5. Dîlana Dila, Mîr Muzîk, 2005.
6. Vegere, Kom Muzîk i Play Sound, França, 2006.[7]